# Antoine Magnin
Pour les articles homonymes, voir Magnin.
Antoine Magnin, né le 15 février 1848 à Trévoux et mort le 15 avril 1926 à Beynost, est un médecin et botaniste français.
Il fit l'essentiel de sa carrière à Besançon. Son nom a été donné à neuf plantes ou fossiles.

## Biographie

### Jeunes années
Son père, originaire de Nanc-lès-Saint-Amour, était agent-voyer d'abord à Trévoux puis à Belley ; veuve, sa mère Andréanne Grison assure son éducation, durant ses jeunes années à Beynost. Antoine Magnin poursuit ses études au Petit séminaire de Belley puis au Lycée Ampère de  Lyon. Il obtient son baccalauréat ès lettres, alors qu'il habite encore à Beynost. Il fait ses études de médecine à Lyon, y compris l'internat.

### Carrière
Il devient secrétaire particulier de Jacques-Louis Hénon, médecin, botaniste et maire de Lyon. En 1872 il est cofondateur de la Société botanique de Lyon. Il est également directeur du jardin botanique de Lyon (1881 - 1884) et président de la Société botanique de France (1908 - 1909).
Par la suite, il fait l'essentiel de sa carrière à Besançon, où il devient directeur de l'école de médecine et de pharmacie. Enseignant en botanique, il devient doyen de la Faculté des Sciences durant six ans. Son élève Joseph Virieux (1890-1915) rédige une thèse sur le plancton du Jura.
Antoine Magnin prit sa retraite en 1920, à Beynost.

### Autres activités
À noter qu'il fut également adjoint au maire de Besançon (ville dans laquelle une rue porte son nom : La Rue du Professeur-Magnin). Il était également franc-maçon (chevalier Rose-Croix le 11 avril 1991 à Besançon).

### Vie privée
Il épouse en 1889, Joséphine Pasteur, fille du négociant en soierie lyonnais, Théodule Pasteur.
Son fils Léonce (mentionné sur le monument aux morts de Beynost), médecin et diplômé de sciences naturelles, meurt sur le front de la Somme en 1916. Antoine Magnin avait également perdu une enfant (Laurence Magnin), décédée en bas âge, en 1888 à Besançon.

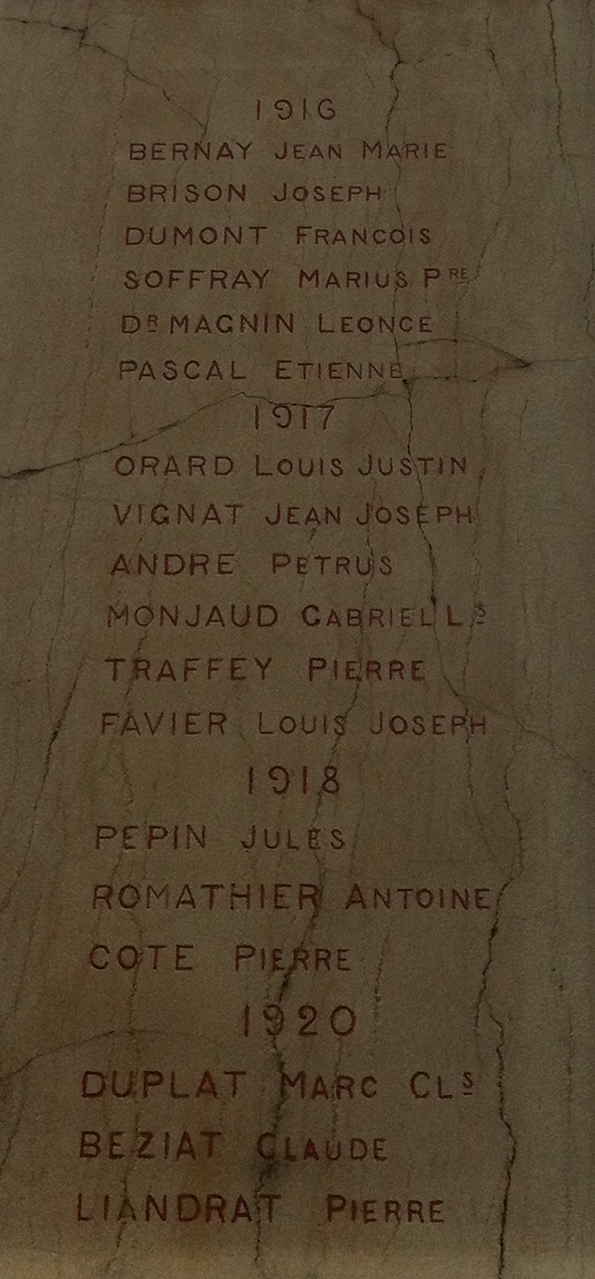
Face Est du monument aux morts de Beynost où apparaît l'inscription « 1916… Dr Magnin Léonce ».
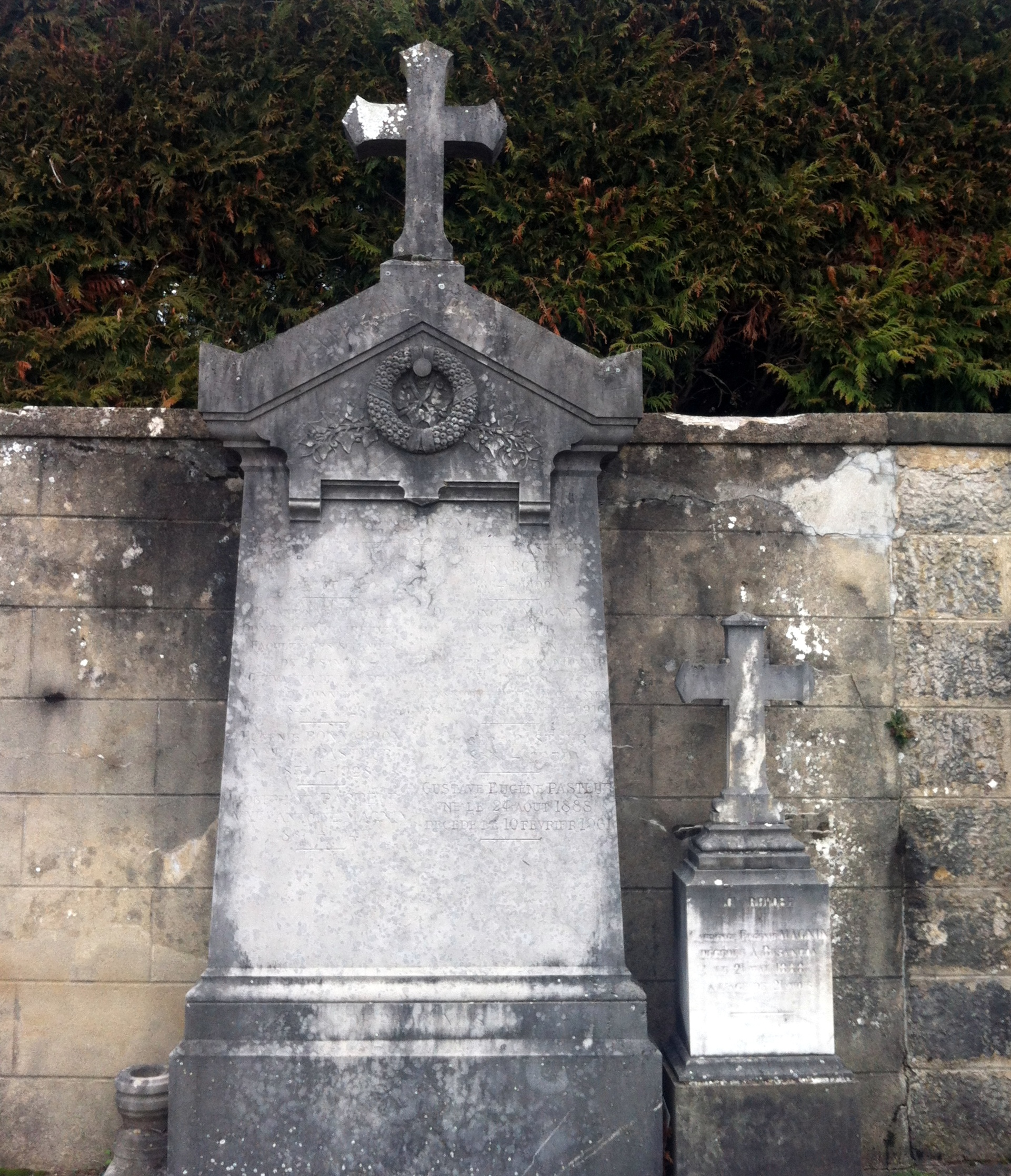
Tombe d'Antoine Magnin (caveau familial) à Beynost, où furent également enterrés Joséphine Pasteur et Léonce Magnin. À droite, la tombe de Laurence Magnin, fille d'Antoine Magnin, morte en bas âge en 1888.

## Œuvres
- Antoine Magnin, Végétation des 74 lacs du Jura[1].
- Antoine Magnin, Charles Nodier naturaliste, ses oeuvres d'histoire naturelle publiées et inédites, Lib. scientifique A. Hermann et fils, Paris 1911 ;
- Antoine Magnin, Les Lortet : botanistes lyonnais, particulièrement Clémence, Pierre et Louis Lortet et le botaniste Roffavier, 1913 ;
- Émilie Jacquemin, Charles Jarrin, Antoine Magnin, Joseph Corcelle, B. Berthier, Eugène Fournier, Antoine Merle et Frédéric Tardy, Géographie de l'Ain, vol. 1, Bourg-en-Bresse, Imprimerie centrale, 1885 (réimpr. 1912), 1re éd., 470 p., 22 cm (BNF 30647220, présentation en ligne, lire en ligne).